# Toxic (album The Gazette)
Toxic (jap. トキシック) – piąty studyjny album zespołu the GazettE wydany w 2011 roku. Autorem tekstów piosenek jest Ruki, zaś kompozytorem utworów the GazettE.

## Lista utworów
1. "Infuse Into (jap. インフューズ・イントゥー)" – 1:23
2. "Venomous Spider's Web (jap. ヴェノモス・スパイダーズ・ウェブ)" – 3:50
3. "Sludgy Cult (jap. スラッジー・カルト)" – 3:14
4. "Red (jap. レッド)" – 3:24
5. "The Suicide Circus (jap. ザ・スーサイド・サーカス)" – 4:07
6. "Shiver (jap. シヴァー)" – 4:11
7. "My Devil On The Bed (jap. マイ・デビル・オン・ザ・ベッド)" – 3:23
8. "Untitled (jap. アンタイトル)" – 4:21
9. "Pledge (jap. プレッジ)" – 6:05
10. "Ruthless Deed (jap. ルースレス・ディード)" – 3:37
11. "Psychopath (jap. サイコパス)" – 3:04
12. "Vortex (jap. ボルテックス)" – 4:05
13. "Tomorrow Never Dies (jap. トゥモロー・ネヴァー・ダイズ)" – 4:08
14. "Omega (jap. オメガ– )" 1:37

DVD (limitowana edycja albumu)
1. "The Suicide Circus" PV
2. "The Suicide Circus" Powstawanie PV (jap. THE SUICIDE CIRCUSメイキング映像)

## Osiągnięcia
- Zdobył 3 miejsce na Oricon Daily Charts oraz 6 miejsce Oricon Weekly Charts.
- Sprzedano 25412 egzemplarze w pierwszym tygodniu[4].